# کلیروت (دهانه)
کلیروت یک دهانه برخوردی در ماه‌ است.

## دهانه‌های اقماری
این دهانه ۱۴ دهانه اقماری دارد.
| Clairaut | عرض جغرافیایی | طول جغرافیایی | قطر          |
| -------- | ------------- | ------------- | ------------ |
| A        | ۴۸.۹° S       | ۱۴.۸° E       | ۳۶.۰ کیلومتر |
| C        | ۴۸.۱° S       | ۱۳.۵° E       | ۱۷.۰ کیلومتر |
| B        | ۴۸.۳° S       | ۱۲.۶° E       | ۴۳.۰ کیلومتر |
| E        | ۴۶.۴° S       | ۱۲.۶° E       | ۲۹.۰ کیلومتر |
| D        | ۴۷.۳° S       | ۱۴.۲° E       | ۱۲.۰ کیلومتر |
| G        | ۴۷.۲° S       | ۱۱.۷° E       | ۶.۰ کیلومتر  |
| F        | ۴۶.۰° S       | ۱۴.۵° E       | ۲۳.۰ کیلومتر |
| H        | ۴۸.۹° S       | ۱۲.۱° E       | ۹.۰ کیلومتر  |
| K        | ۴۹.۷° S       | ۱۴.۰° E       | ۱۲.۰ کیلومتر |
| J        | ۴۵.۷° S       | ۱۲.۷° E       | ۱۴.۰ کیلومتر |
| M        | ۴۶.۱° S       | ۱۳.۸° E       | ۵.۰ کیلومتر  |
| P        | ۴۹.۰° S       | ۱۱.۸° E       | ۹.۰ کیلومتر  |
| S        | ۴۷.۵° S       | ۱۶.۳° E       | ۲۲.۰ کیلومتر |
| R        | ۴۸.۰° S       | ۱۵.۹° E       | ۱۵.۰ کیلومتر |